# Наташа Бојковић
Наташа Бојковић (Београд, 3. септембар 1971) српска је шахисткиња и интернационални мајстор. 

## Биографија
Освојила је женско Светско јуниорско првенство у шаху 1991. године и првенство СР Југославије у шаху за жене четири пута. 
Такмичила се за титулу светског првака за жене а најуспешнија је била 2000. кад је доспела до друге рунде. 
Као део тимова Југославије и Србије, учесник је 11. Олимпијада (1990. за репрезентацију СФР Југославије, 1994—2004. за СР Југославију, 2008—2014 за Србију) и 9. европских тимских првенствава (1992, 1999—2005. за СР Југославију, 2007—2013 за Србију). На трећем тимском првенству у Европи 1999. године тим је заузео 2. место.